# Athos flagga

Grekisk-ortodoxa kyrkans inofficiella flagga; "Byzantinska kejsarflaggan".

Greklands gamla flagga

Athos flagga anges vanligen vara den "byzantinska kejsarflaggan". Fartyg som trafikerar farvattnen runt Athos använder sig både av denna flagga och den grekiska flaggan. Fartyg som går på rutten Ouranoupoli - Dafni på Athos använder sig enbart av den "byzantinska kejsarflaggan". Många av klostren på Athos använder Greklands gamla nationalflagga.